# Соловьёва, Айгуль Сагадибековна
Айгу́ль Сагадибе́ковна Соловьёва (17 января 1952, село Каргалы, Жамбылский район, Алма-Атинская область, Казахская ССР, СССР) — казахский государственный и общественный деятель. Председатель правления ОЮЛ «Ассоциация экологических организации Казахстана» (с декабря 2017 года).

## Биография
Родилась 17 января 1952 года в селе Каргалы Жамбылского района Алматинской области.
В 1975 году окончила химический факультет Казахский государственный университет им. С. М. Кирова по специальности «учитель химии».
В 1983 по 1986 годы — заочно училась в аспирантуре и защитила диссертацию на соискание степени кандидата технических наук в Санкт-Петербургском технологическом институте по специальности «Технология тугоплавких неметаллических соединений».
Супруг — Владимир Иванович Соловьёв (род. 1946).

## Трудовая деятельность
С 1975 по 1979 годы — институт химических наук Академии наук Республики Казахстан, старший лаборант, инженер, старший инженер лаборатории окисных расплавов.
С 1979 по 1993 годы — НИИстромпроект, младший, старший, ведущий научный сотрудник лаборатории физической химии силикатов; ученый секретарь кандидатского и докторского Совета по специальности «Технология тугоплавких и неметаллических материалов».
С 1993 по 2007 годы — генеральный директор ТОО «Базальт-Инт».
С 1981 по 1983 годы — председатель Совета молодых ученых и специалистов НИИ стромпроекта.
С 1983 по 1987 годы — председатель Республиканского научно-технического комитета Совета молодых ученых и специалистов при ЦК ЛКСМ Казахстана.
С 1998 по 2002 годы — председатель Атырауского филиала Ассоциации деловых женщин Казахстана.
С 2000 по 2003 годы — председатель Ассоциации производителей молока и молочных продуктов Казахстана.
С 2003 по 2006 годы — сопредседатель Молочного союза Казахстана.
С декабря 2017 года — председатель Правления Объединения Юридических Лиц «Ассоциация экологических организаций Казахстана».
Прочие должности
1. Член Координационного совета "НЭПК «Атамекен» (с 2005 года)
2. Председатель Координационного совета «Гражданский альянс Казахстана» (с 2006 года)
3. Член Экспертного Совета при Правительстве по развитию малого и среднего бизнеса (06.2002);
4. Член Национального Совета Республики Казахстан (с 2003 года)
5. Член Форума предпринимателей Казахстана
6. С ноябрь 2006 года по апрель 2013 года — Президент Гражданского альянса Казахстана.[1]
7. С 20 ноября 2007 года по 2013 года — Член совета Общественной палаты при Мажилисе Парламента Республики Казахстан.
8. Член Национальной комиссии по делам женщин и семейно-демографической политике при Президенте Республики Казахстан (2007—2014).
9. Член Межведомственной комиссии по вопросам регулирования предпринимательской деятельности.
10. Член Общественного совета по вопросам обеспечения законности при ГП РК.

## Выборные должности, депутатство
С 27 августа 2007 года по 16 ноября 2011 года — депутат Мажилиса Парламента Республики Казахстан IV созыва, Член комитета по экономической реформе и региональному развитию.
С 18 января 2012 года по 20 января 2016 года — депутат Мажилиса Парламента Республики Казахстан V созыва, член Президиума Фракции «Нур Отан», член Совета по экономической политике при Фракции «Нур Отан».

## Высказывания
«Парламент — это от слова „парле“ — „говорить“. Не кажется ли вам, оттого что мы такие вопросы ставим на голосование, мы превращаемся не в парламент, а в му-му какое-то».

## Награды
- 2003 — Премия «Созидание» Конференции деловых женщин России учрежденной при поддержке Администрации Президента РФ.
- 2004 — Указом Президента РК награждена медалью «Ерен Еңбегі үшін» («За трудовое отличие»).[3]
- 2011 — Указом Президента Республики Казахстан награждена орденом «Құрмет»[4][5]
- Государственные юбилейные медали
- 2002 — Медаль «10 лет независимости Республики Казахстан»
- 2006 — Медаль «10 лет Парламенту Республики Казахстан»
- 2008 — Медаль «10 лет Астане»
- 2011 — Медаль «20 лет независимости Республики Казахстан»[6]
- 2015 — Медаль «20 лет Конституции Республики Казахстан»
- 2018 — Юбилейная медаль «20 лет Астане»[7]